# Michel de Castelnau

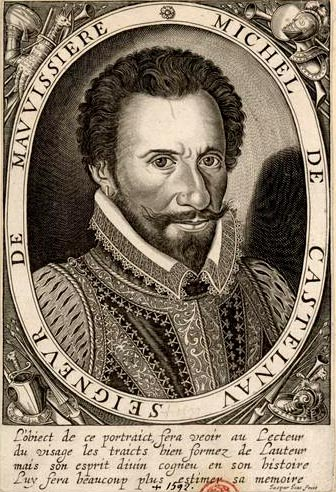
Michel de Castelnau.

Michel de Castelnau, herre av Mauvissière, född 1520 i Neuvy-le-Roi, död 27 oktober 1592 i Joinville, var en fransk militär och diplomat. Han var Henrik III:s ambassadör vid Elisabet I:s hov. Michel de Castelnau är bland annat känd för sina memoarer, utgivna postumt år 1621.
Filosofen Giordano Bruno dedicerade sitt verk Askonsdagsmåltiden åt Michel de Castelnau.